# Sara Rue
Sara Rue, född  26 januari 1979 i New York, är en amerikansk skådespelerska mest känd i Sverige som en av huvudrollsinnehavarna i serierna Popular och Inte helt perfekt. Hon har också gästspelat i TV-serierna The Big Bang Theory, Två och en halv män och Will & Grace.

## Filmografi (filmer som haft svensk premiär)[1]
- 1988 – Den siste vikingen – Jessica Hanson
- 2002 – The Ring – barnvakten